# Trolltjärnen (Norrbärke socken, Dalarna, 668042-147156)
Trolltjärnen är en sjö i Smedjebackens kommun i Dalarna och ingår i Norrströms huvudavrinningsområde.